# Театральний майдан (Луцьк)
Театральний майдан — центральний і головний майдан Луцька, розташований на перетині семи вулиць: Винниченка, Лесі Українки, Градного узвозу, проспекту Волі, Словацького, Шевченка, Богдана Хмельницького. Місце, де відбуваються головні громадські, розважальні, культурні події. Майдан оточують як пам'ятки архітектури, так і культурні чи торговельні споруди: архітектурний комплекс бернардинів, Волинський обласний академічний музично-драматичний театр імені Тараса Шевченка, центральний універмаг, тут також розташований готель «Україна» та інші будівлі. Посередині майдану знаходиться пам'ятник Лесі Українці.
Майдан як міська територія виник наприкінці XVIII століття. Спочатку це було місце для військових зборів — тут розташовувалися казарми, відбувалися навчання. Згодом із розвитком міста на північ та схід майдан дедалі більше впорядковувався. На початку ХХ століття тут уже був міський сад, а в сімдесяті роки його вирубали для побудови театру.
У 2011 році на Театральному майдані зробили невелику реконструкцію: оновили фасад театру, змінили покриття. Є проєкти щодо подальших реконструкцій із облаштуванням підземних переходів, побудовою підземної автостоянки та іншої інфраструктури.

## Історія

### Давні поселення
Теперішній майдан розташований на пагорбі місцевості, що підвищується над заплавою річки Стир. Природно-географічні умови сприяли заселенню в найдавніші часи. Так, узбережжя річки було заселене ще з пізнього палеоліту. Тимчасові стоянки неолітичного часу зафіксовані археологами на підвищеннях місцевості. Під час розкопок у даній частині теперішнього міста знаходили також і поселення пізніших періодів та культур: стрижівська, комарівська, поселення залізної доби.
У часи раннього середньовіччя на території навколо пагорба, де тепер розташовується майдан, уже була густа забудова напівземлянковими спорудами. Ця частина вже у VIII столітті становила єдиний поселенський комплекс, центром якого виступав дитинець. Багаті археологічні знахідки дозволили встановити і деталізувати господарську, культурну та політичну історію міста цього часу. У XII столітті тут був утворений могильний курган з похованнями жертв облоги Лучеська військами Андрія Боголюбського.

### Доміська історія
Хоча пагорб, який отримав назву Градна гора, був заселений здавна, але він ніколи не входив до складу власне міста. Північна межа князівського Лучеська (тепер це вулиця Кривий Вал) зупинилася на Хрещатих ярах, що обмежували передмістя Помостичі з півночі. Отже, Градна гора знаходилася на околицях. У ХІІІ столітті неподалік був збудований монастир Святого Василя. Ченці опікувалися одним із острівних шпиталів. Десь із XV–XVI століття на самій горі починає існувати костел Святого Хреста. Спочатку він належав луцькій кафедрі, а в 1643 році був подарований ордену бернардинів, які згодом збудували тут і монастир.

Каплиця на Градній горі

Із появою бернардинів життя на Градній горі пожвавішало. Навколо комплексу були збудовані господарські приміщення, сад. На цвинтарі, що розташовувався поруч і був основним місцем поховання луцьких католиків, наприкінці 1640-х була збудована каплиця Скорботного Христа. У 1673 році бернардини подали скаргу до сейму про те, що дорога, яка веде до міста, проходить під самими монастирськими вікнами через територію конвенту. Монахи отримали дозвіл на її перенесення. Мова йшла про Рівненсько-Дубнівську дорогу, де тепер пролягає проспект Волі, траса якої змінилася так, що спочатку була продовжена трохи на захід, а потім на південь до міста, огинаючи бернардинську територію і проходячи там, де теперішній майдан.
У другій половині XVIII століття був збудований новий мурований бернардинський комплекс із підземними ходами. На території монастиря також була насипна спостережна гора, яка використовувалася для огляду прилеглої до міста території, а також, імовірно, для астрономічних спостережень.

### Зародження майдану

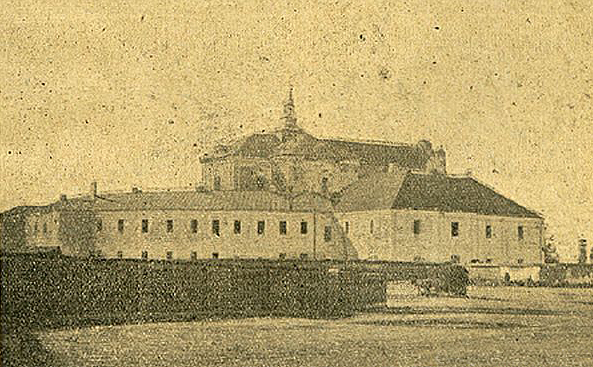
Майдан у XIX столітті

Рівненсько-Дубенська дорога, яка тепер вже проходила не через, а повз бернардинську територію, перетиналася зі ще кількома давніми поштовими шляхами: Володимирський шлях на захід та Ковельський на північ. Крім того, ще одна дорога спускалася нижче до міста (найвища ділянка теперішньої вулиці Лесі Українки). На перетині цих чотирьох шляхів було утворене Марсове поле. Наприкінці XVIII століття, після третього поділу Речі Посполитої, на Марсовому полі розташовувалися казарми кінного полку Литовського корпусу Луцького гарнізону. Також тут знаходилися стайні, офіцерські садиби. Біля дороги, що вела до міста, містилася гауптвахта зі шлагбаумом. Десь у той час на Марсовому полі почали відбуватися звітні концерти зведених полкових оркестрів. Були збудовані трибуни для глядачів, відбувалися показні військові паради. У 1816 році у північній частині майдану (на місці сучасного цуму) був збудований іподром.
У цей час майдан став називатися Парадним, але в територію міста ще включеним не був. Це відбулося після 1830 року. Проте межі майдану були визначені некоректно, адже він увібрав у себе частини приватних земельних ділянок, що сусідували з майданом. Так, колишній статський радник М. Бєлюгов втратив найзначнішу частину своїх земель. Через це почалися скарги і судові позови, які тягнулися дуже довго й переходили у спадок родичам власників земель. Тільки в 1886 році цим справам була поставлена крапка: Київська судова палата остаточно визнала землі колишніх власників як міські.

### Ярмарковий майдан
В середині XIX століття майдан пустував: казарми і паради були перенесені в інші місця. Але згодом сюди були перенесені ярмарки із П'ятницької гірки. На майдані встановили стаціонарну мірницю із вагами, торгові прилавки, загони для худоби. Була і розважальна частина. У південно-східній частині Парадного майдану (назва ще зберігалася попри перенесення парадів до іншого місця) знаходився критий цирк, різноманітні атракціони. У святкові дні тут відбувалися народні гуляння. А поруч із гауптвахтою знаходився популярний шинок Антона Черниша. Після його смерті шинок став належати дружині. Популярність його зросла настільки, що вислів «ходити до Анни» знав кожен лучанин. Пані Анна була відома своїми нетрадиційними стравами, виготовленими за старовинними рецептами, та різними оригінальними витриманими напоями, виготовленими ніби-то за рецептами прапрабабусі Анни. Однією із найулюбленіших страв були «Пальчики під грибним соусом».

Гімназія на майдані

В останній третині XIX століття на Парадному майдані вже намічалися зміни. По-перше, згідно з генеральним планом Луцька 1869 року, поруч із майданом мав постати новий міський район, центральна вулиця якого (Рівненсько-Дубнівська) починалася саме на майдані. По-друге, з різних причин (головне, антисанітарія) записувалися численні скарги про перенесення ярмарків. По-третє, бернардинський осідок був скасований, архітектурний комплекс сильно перероблений для утворення міського православного собору та інших закладів у колишньому монастирі: міської управи, тюрми, конюшень, резиденції єпископа, арсеналу. 30 вересня 1895 року тут була відкрита чотирикласна чоловіча гімназія.

### Влаштування публічного саду
Скарга від директора гімназії про несумісність існування навчального закладу і ярмарків поруч, а також численні скарги мешканців та лікаря про антисанітарний стан на майдані змусили міську адміністрацію перенести ярмарки в інше місце. Однак це викликало контрскарги власників магазинчиків, що розташовувалися на прилеглих до Парадного майдану вулицях. Конфлікт було врегульовано таким чином, що нове місце проведення ярмарків вибрали уже не так далеко від майдану, як одразу після перенесення.

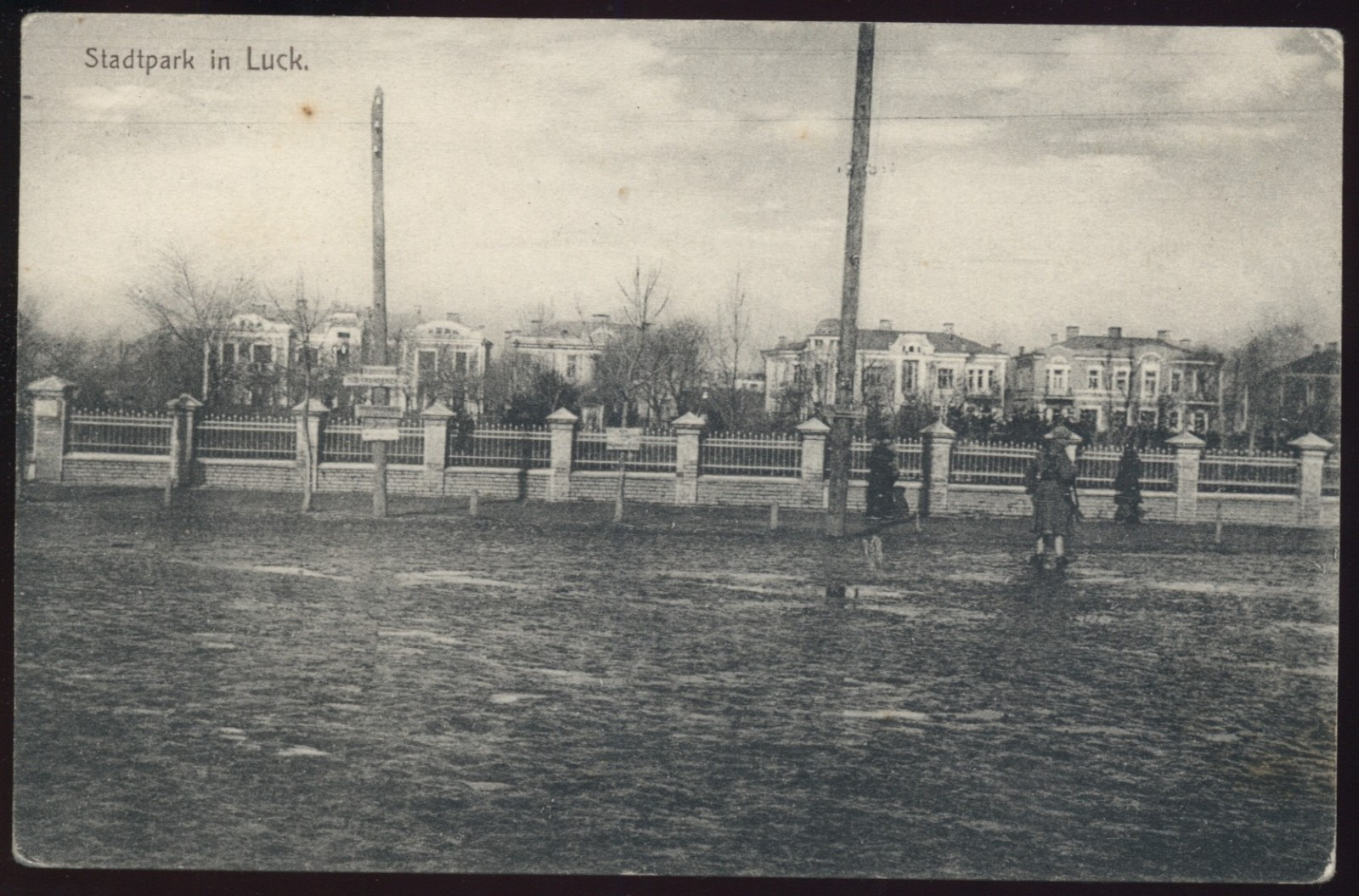
Парк на початку ХХ століття

На звільненій території спочатку планували зробити бульвар, однак зупинилися на проєкті другого міського публічного саду. У 1907 році була створена комісія, яка розглядала проєкти для будівництва саду. Фінальний проєкт включав пропозиції двох фахівців: київського ландшафтного пейзажиста Рудольфа Троцке та садівника Всеволода Влка із Боратина Чеського. У 1910 (1908) році почалося створення саду. Тут були висаджені рідкісні дерева. Із 1913 року деякі міщани мали в саді іменні дерева, самостійно за ними доглядаючи. Згодом у публічному саду була зроблена сцена для виступу оркестрів, поставлені різні кіоски, тут відбувалися народні гуляння, проводилися культурні заходи.
Оголошення Луцької міської управи про відкриття міського саду на Парадному майдані:
| | \| Міський сад, влаштований на колишньому Парадному майдані, з моменту облаштування був закритим для публіки з 1908 до 1913 років. Йдучи назустріч настійливим вимогам мешканців, пастановою від 15 березня 1913 року Міська дума відкрила можливість відвідувань. Оплата сезонного квитка для сім'ї становить 1 руб, а для осіб, що не мають такого квитка - 5 коп. з людини за вхід. \|Оригінальний текст (рос.) Устроенный на бывшей Парадной площади городской сад, со времени его устройства с 1908 по 1913 г. оставался закрытым для публики. В 1913 г., уступая усиленным ходатайствам жителей г. Луцка, Городская Дума постановленийем от 15 марта 1913 г. признала возможным открыть сад для посещения его публикой, причем установила плату за сезонный билет с семейства по 1 руб. и с лиц, не взявших такового билета, по 5 коп. с человека за вход. |
| Міський сад, влаштований на колишньому Парадному майдані, з моменту облаштування був закритим для публіки з 1908 до 1913 років. Йдучи назустріч настійливим вимогам мешканців, пастановою від 15 березня 1913 року Міська дума відкрила можливість відвідувань. Оплата сезонного квитка для сім'ї становить 1 руб, а для осіб, що не мають такого квитка - 5 коп. з людини за вхід. | |

### Реконструкція саду і міський парк
У 1920-х роках публічний сад оновили. У його південній частині зробили невеликий майдан Габріеля Нарутовича. Сам сад зазнав оновлення: були розбиті нові клумби, висипані доріжки. Він став виконувати роль міського парку. Після 1935 року в центрі парку було поставлено пам'ятник Юзефу Пілсудському. Проте у 1939 році його зняли. Вже перед війною біля парку почали будувати кінотеатр, однак війна зашкодила завершенню планів. Під час Другої світової війни в парку ховали загиблих. Згодом їхні залишки були перепоховані. У 1949 році в парку поставили пам'ятник Сталіну. Проте його зняли після 1956 року. У 1961 році тут встановили пам'ятник Леніну. Парк знову відігравав роль місця масового відпочинку, з концертами, виступами, демонстраціями.

### Перетворення у центральний майдан міста
Центральним майданом міста був майдан Леніна біля будівлі обкому Компартії на вулиці Леніна (тепер проспект Волі з майданом біля головного корпусу ВНУ імені Лесі Українки). Проте запланували новий центр міста — на місці міського парку.

Новий театр і фонтани у 1970-ті

У 1970-х роках відбулася суттєва зміна впорядкування території. У 1971 році був запроєктований новий міський майдан із винесенням руху за його межі, театром, фонтаном, іншим благоустроєм території. Зважаючи на те, що у парку росло багато рідкісних порід дерев (пірамідальні дуби, сріблясті ялинки, багатолітні липи та інші), був розроблений окремий план для збереження насаджень, але лише частково, адже майже весь парк треба було вирубати для будівництва сучасного театру. Одночасно з цим, на заплаві річки Стир почали будувати новий великий міський парк. Остаточний план нового майдану був складений у 1974 році. Загалом до 1978 року, лише за 4 роки, відбулися такі зміни:
- Вирубали парк і заклали новий парк на заплаві Стиру. Рідкісні дерева також були вирубані.
- Кладовище Свято-Троїцького собору було зменшене, а паркан перенесений ближче до споруди.
- На розі з вулицею Радянською (тепер — Лесі Українки) збудували новий дев'ятиповерховий будинок з електронним годинником та термометром.
- Недобудований передвоєнний кінотеатр облаштували як будинок культури.
- У 1975 році збудували фонтан зі світло-музикою.
- У 1975 році збудували музично-драматичний театр на 800 місць.
- 19 серпня 1977 року у центрі майдану відкрили пам'ятник Лесі Українці.
- Рух транспорту винесли за межі майдану на його північну сторону.
- У північній стороні звели центральний універмаг.
- За театром праворуч у 1978 році збудували тоді найвищий у місті п'ятнадцятиповерховий будинок.

Так відбулося народження нового центрального майдану міста.

## Сьогодення

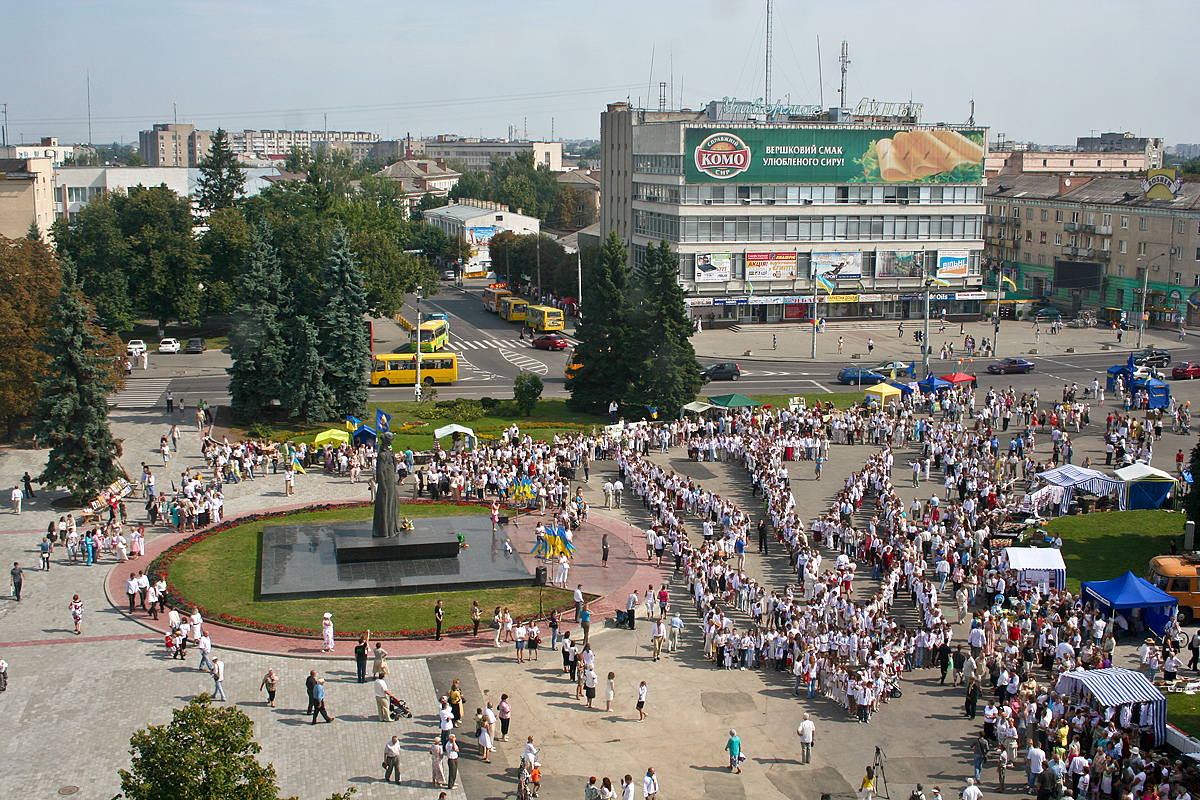
«Українська вишиванка» у 2010 році

Упродовж близько тридцяти років майдан не зазнавав будівельних змін. В 2010—2011 році тут замінено покриття із асфальтового на плиткове. У 2011 році зроблена реконструкція обласного академічного музично-драматичного театру ім. Шевченка, поруч собору завершується будівництво нової семінарії. Також був оновлений пам'ятник Лесі Українці.
Театральний майдан є центром проведення головних політичних, культурних подій міста. Тут відбуваються демонстрації, мітинги. Проходять великі концерти, масові гуляння. На майдані частково проводяться заходи різних фестивалів та громадських акцій: Українська вишиванка, Поліське літо з фольклором, святкові ярмарки на День міста та День Незалежності та інші. У монастирі бернардинів знаходиться бібліотека для юнацтва.
На майдані, окрім пам'ятника Лесі Українці, розташована меморіальна дошка Михайлові Кравчуку та погруддя Тараса Шевченка.
Наприкінці грудня 2014 року на майдані встановили пам'ятний фотостенд Героям Небесної Сотні і Героям-лучанам, які загинули за єдність України. У ніч на 24 листопада 2016 року фотостенд частково згорів. 27 грудня 2016 року Стелу Героїв оновили.
У 2020 році на Театральному майдані, поруч із драмтеатром, добудували новий «сухий» фонтан. 11 жовтня відбувся його перший запуск. 5 квітня 2021 року «амфітеатр» біля фонтану почали обкладати гранітом.
На майдані перетинаються сім вулиць:
- Лесі Українки
- Градний узвіз
- Проспект Волі
- Винниченка
- Словацького
- Шевченка
- Богдана Хмельницького

### Будівлі
| Адреса                          | Короткі відомості | Фото |
| ------------------------------- | --- | ---- |
| Проспект Волі, 1                | Центральний універмаг. П'ятиповерховий. |      |
| Проспект Волі, 2                | Бернардинський монастир. Збудований у 1721 році. Всередині XIX століття перебудований. Зараз використовується різними організаціями. Пам'ятка архітектури національного значення. |      |
| Градний узвіз, 1                | Колишній бернардинський костел, збудований у 1789 році і перебудований у православну церкву в останній третині XIX століття, тепер використовується як кафедральний собор Святої Трійці. Пам'ятка архітектури національного значення.                                                                                           |      |
| Вулиця Лесі Українки, 67        | Будинок зведений у сімдесятих. Житловий, окрім першого поверху. В радянський час тут містився популярний ресторан «Театральний». Зараз це приміщення займає супермаркет. |      |
| Вулиця Богдана Хмельницького, 1 | Міський палац культури. Тут відбувається багато концертних та святкових заходів. Будинок починали зводити наприкінці 1930-х як кінотеатр. У 1957 році відкритий як Будинок культури. У 1994 році реорганізовано в народний дім «Просвіта». У 2009 році перейменований у Палац культури міста Луцька.                            |      |
| Театральний майдан, 2           | Волинський обласний академічний музично-драматичний театр імені Т. Г. Шевченка. Створений у 1939 році на основі попередніх луцьких театрів. В різний час займав різні приміщення, був пересувним. З 1977 року має стаціонарне приміщення. Головний фасад будівлі виходять до центру майдану, де стоїть пам'ятник Лесі Українці. |      |
| Вулиця Словацького, 12          | П'ятнадцятиповерховий житловий будинок. Збудований в 1978 році. |      |
| Вулиця Словацького, 2           | Готель «Україна». |      |

## Галерея

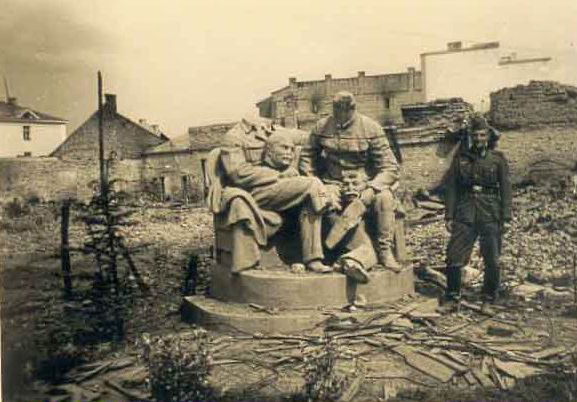
Під час німецької окупації. Північна частина майдану
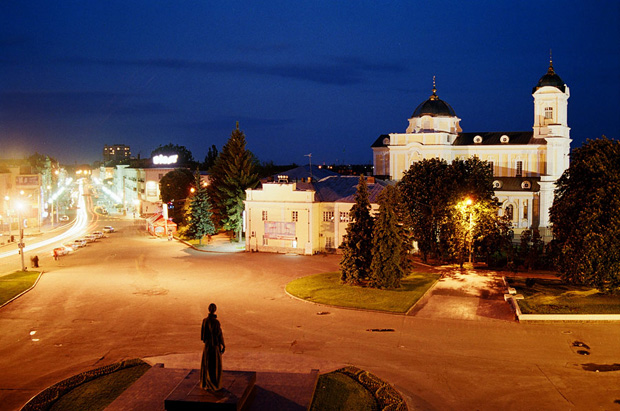
Майдан увечері
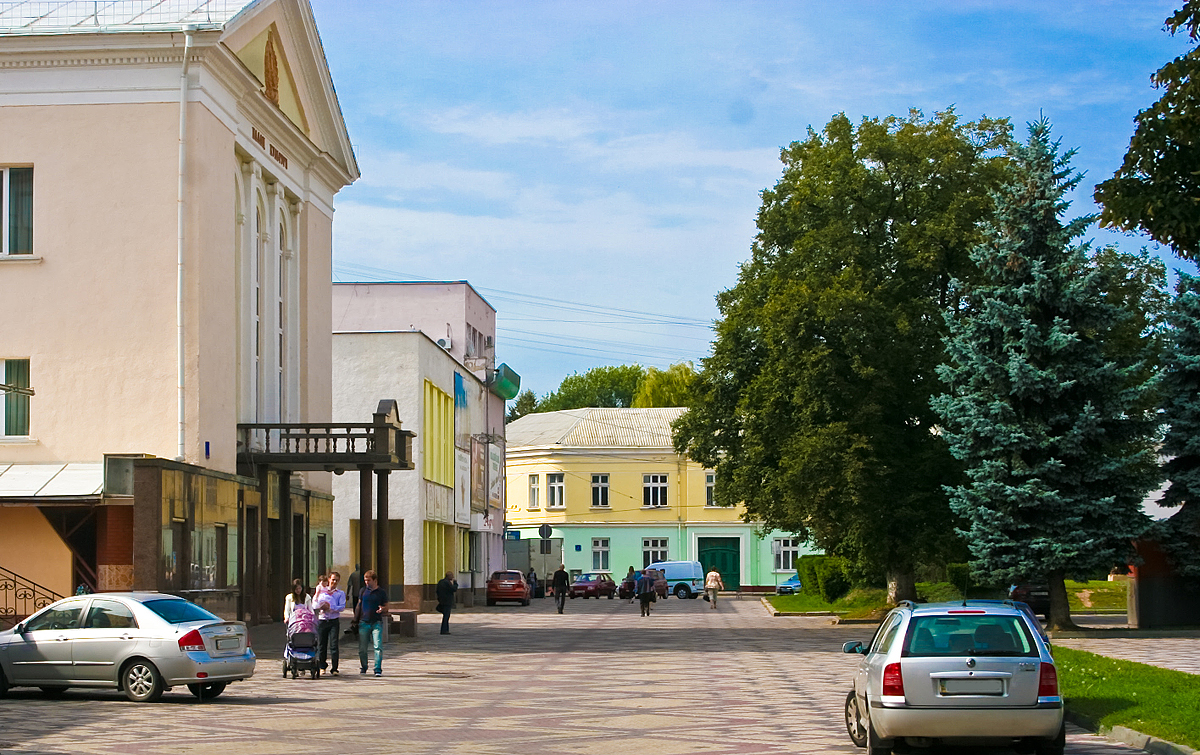
Початок вулиці Богдана Хмельницького
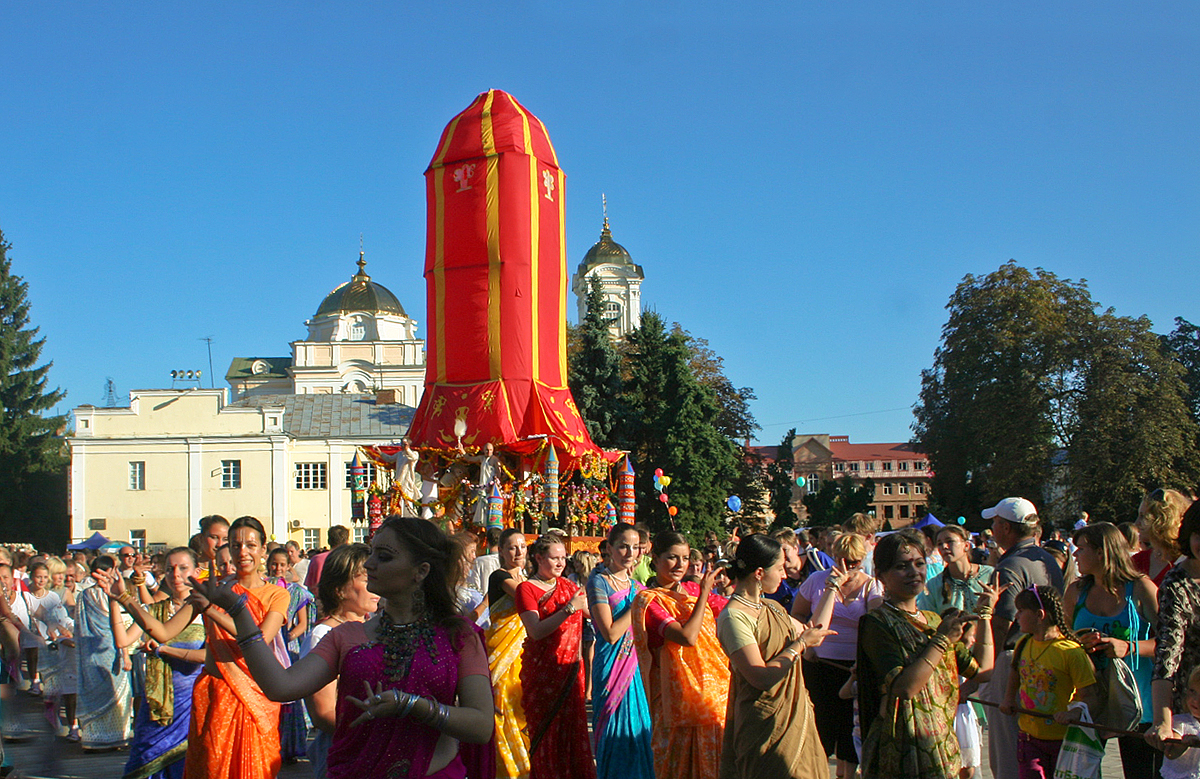
Фестиваль Ратха-Ятра у 2010 році
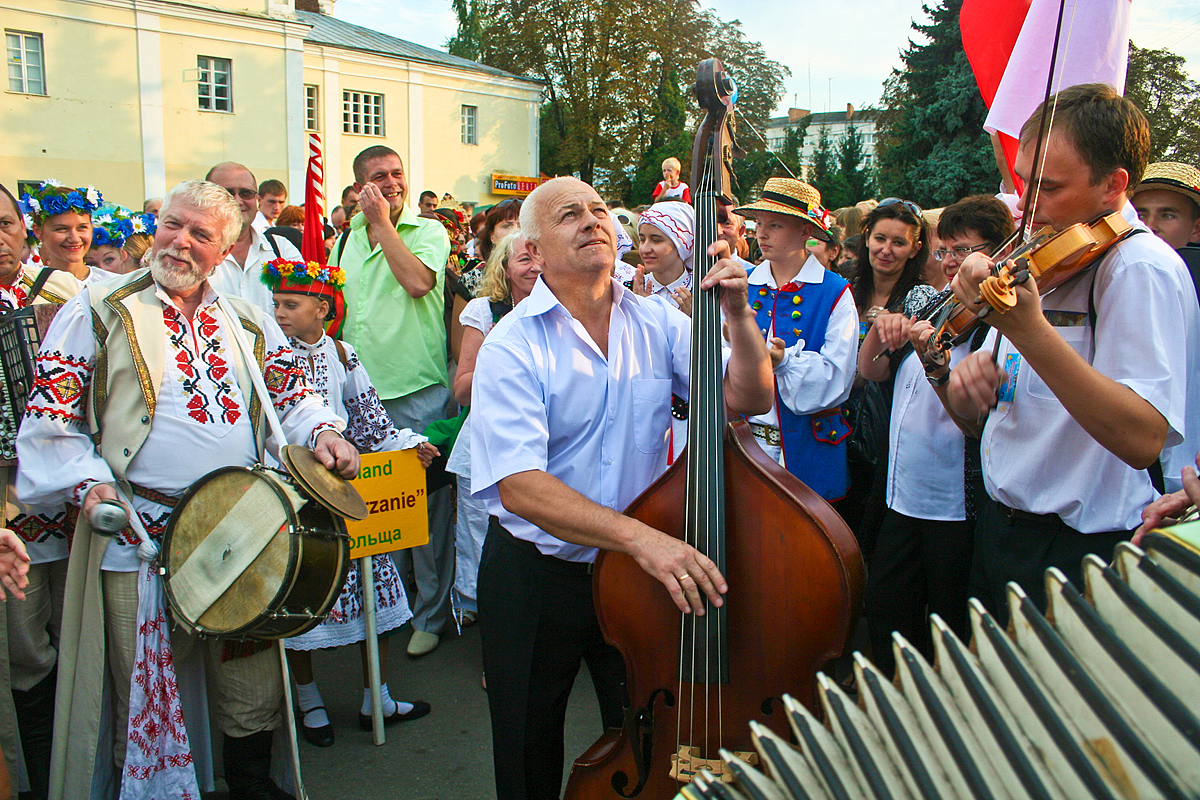
Фестиваль «Поліське літо з фольклором» у 2010 році
Пам'ятник Лесі Українці
Перехрестя вулиці Радянської та вулиці Леніна — 1968 рік
Театральний майдан з висоти пташиного польоту
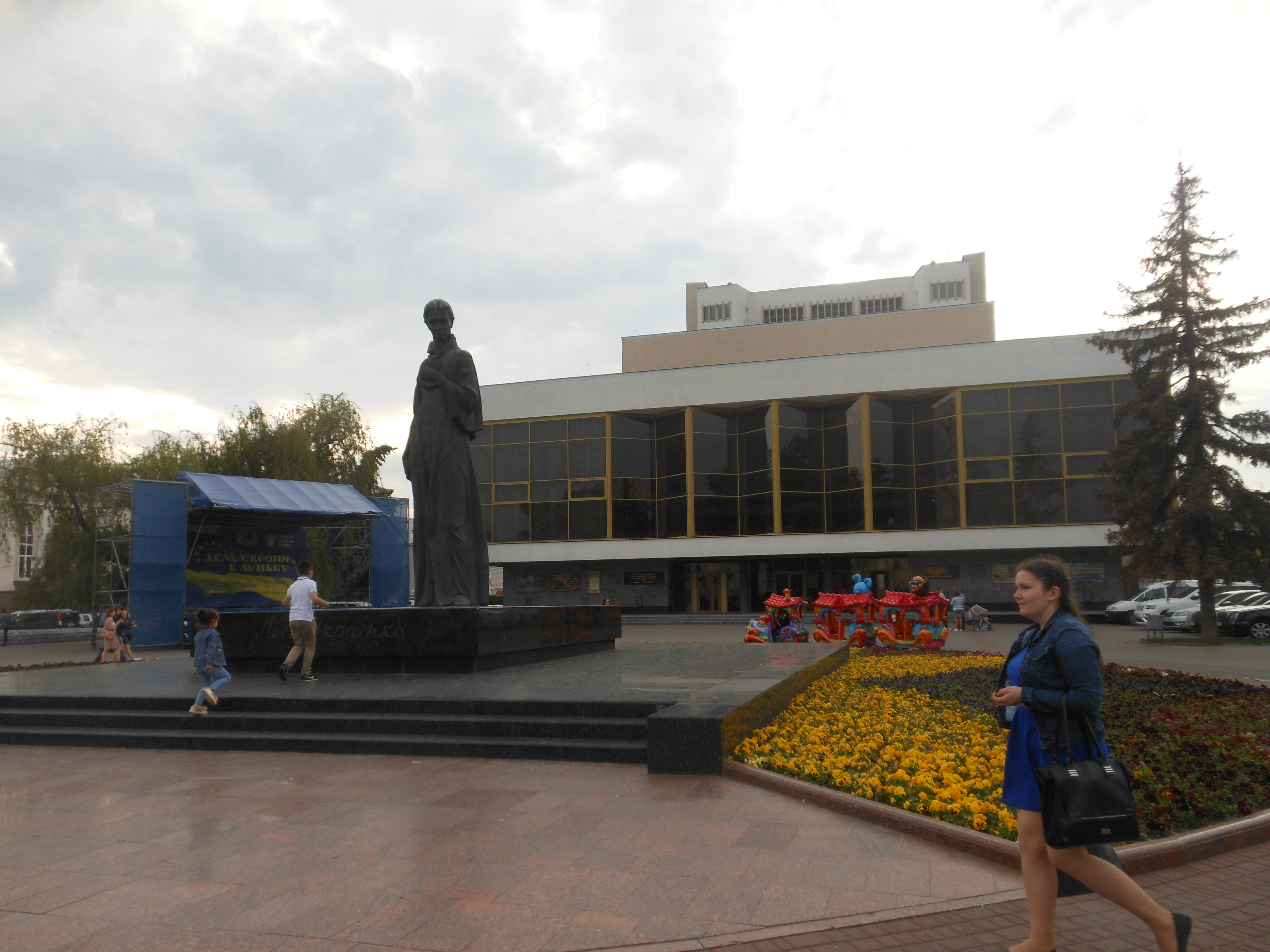